# ريتشارد ألين (سياسي)
ريتشارد ألين هو سياسي كندي، ولد في 10 فبراير 1929 في فانكوفر في كندا. حزبياً، نشط في الحرب الديمقراطي الجديد لأونتاريو. وقد انتخب عضو برلمان مقاطعة أونتاريو.